# Ciechanówka
Ciechanówka (niem. Prittwitzberg, 598 m n.p.m.) – góra w Górach Ołowianych w paśmie Gór Kaczawskich, stanowiąca południowo-wschodnie zakończenie Grzbietu Południowego. Zbudowana jest z zieleńców i łupków zieleńcowych. Południowe stoki stromo opadają do przełomowej doliny Bobru. Zbocza i szczyt zarośnięte są lasem świerkowym.